# Власовица
Власовица, Власиха — река в России, протекает в Юрьянском районе Кировской области. Устье реки находится в 12 км по левому берегу реки Великая. Длина реки составляет 13 км.
Исток реки в урочище Веретены севернее села Медяны (центр Медянского сельского поселения). Течёт на запад, притоки Зоновка, Чернушка (правые); Шохра (левый). Впадает у деревни Храмушины в разлив на реке Великой, образованный плотиной недействующей Никольской ГЭС.

## Данные водного реестра
По данным государственного водного реестра России относится к Камскому бассейновому округу, водохозяйственный участок реки — Вятка от города Киров до города Котельнич, речной подбассейн реки — Вятка. Речной бассейн реки — Кама.
Код объекта в государственном водном реестре — 10010300312111100034549.